# Gare de Villefranche-sur-Cher
Pour les articles homonymes, voir Gare de Villefranche.
La gare de Villefranche-sur-Cher est une gare ferroviaire française de la ligne de Vierzon à Saint-Pierre-des-Corps, située sur le territoire de la commune de Villefranche-sur-Cher, dans le département de Loir-et-Cher, en région Centre-Val de Loire.
Elle est mise en service en 1869 par la compagnie du chemin de fer de Paris à Orléans. C'est aujourd'hui une gare de la Société nationale des chemins de fer français (SNCF) desservie par des trains TER Centre-Val de Loire qui effectuent des missions entre Tours et Vierzon-Ville ou Bourges.

## Situation ferroviaire
Établie à 98 m d'altitude, la gare de Villefranche-sur-Cher est située au point kilométrique (PK) 223,786 de la ligne de Vierzon à Saint-Pierre-des-Corps entre les gares ouvertes de Mennetou-sur-Cher et de Gièvres. Elle est également l'origine de la ligne de Villefranche-sur-Cher à Blois en grande partie déclassée et dont le tronçon subsistant de Villefranche-sur-Cher à Romorantin n'est pas exploité actuellement.

## Histoire
La Compagnie du chemin de fer de Paris à Orléans fait des travaux en divers points de la commune. En 1868, la municipalité, inquiète de l'arrivée de nombreux ouvriers, demande et obtient l'installation d'un poste provisoire de gendarmerie. En 1869, la commune, considérant l'importance de la future station du chemin de fer, demande l'ouverture d'un bureau de poste. La Compagnie du PO met en service la gare avec l'ouverture de sa ligne de Tours à Vierzon le 18 octobre 1869.

## Service des voyageurs

### Accueil
Gare SNCF, elle dispose d'un bâtiment voyageurs, avec guichet, ouvert du lundi au vendredi et les dimanches et fêtes, il est fermé le samedi. Elle est équipée d'automates pour l'achat des titres de transport.

### Desserte
Villefranche-sur-Cher est desservie par des trains TER Centre-Val de Loire qui effectuent des missions entre Tours et Vierzon-Ville ou Bourges. Certains trains relient également Tours à Nevers. Tous les jours depuis le 11 décembre 2011, il existe un TER reliant Tours à Lyon-Perrache et un autre reliant Lyon-Perrache à Tours. Ces trains, contrairement aux intercités effectuant la relation qui passe à Villefranche-sur-Cher sans marquer l'arrêt, desservent les gares de la relation TER Tours - Bourges et desservent également de nombreuses gare entre Saincaize et Lyon-Perrache.

### Intermodalité

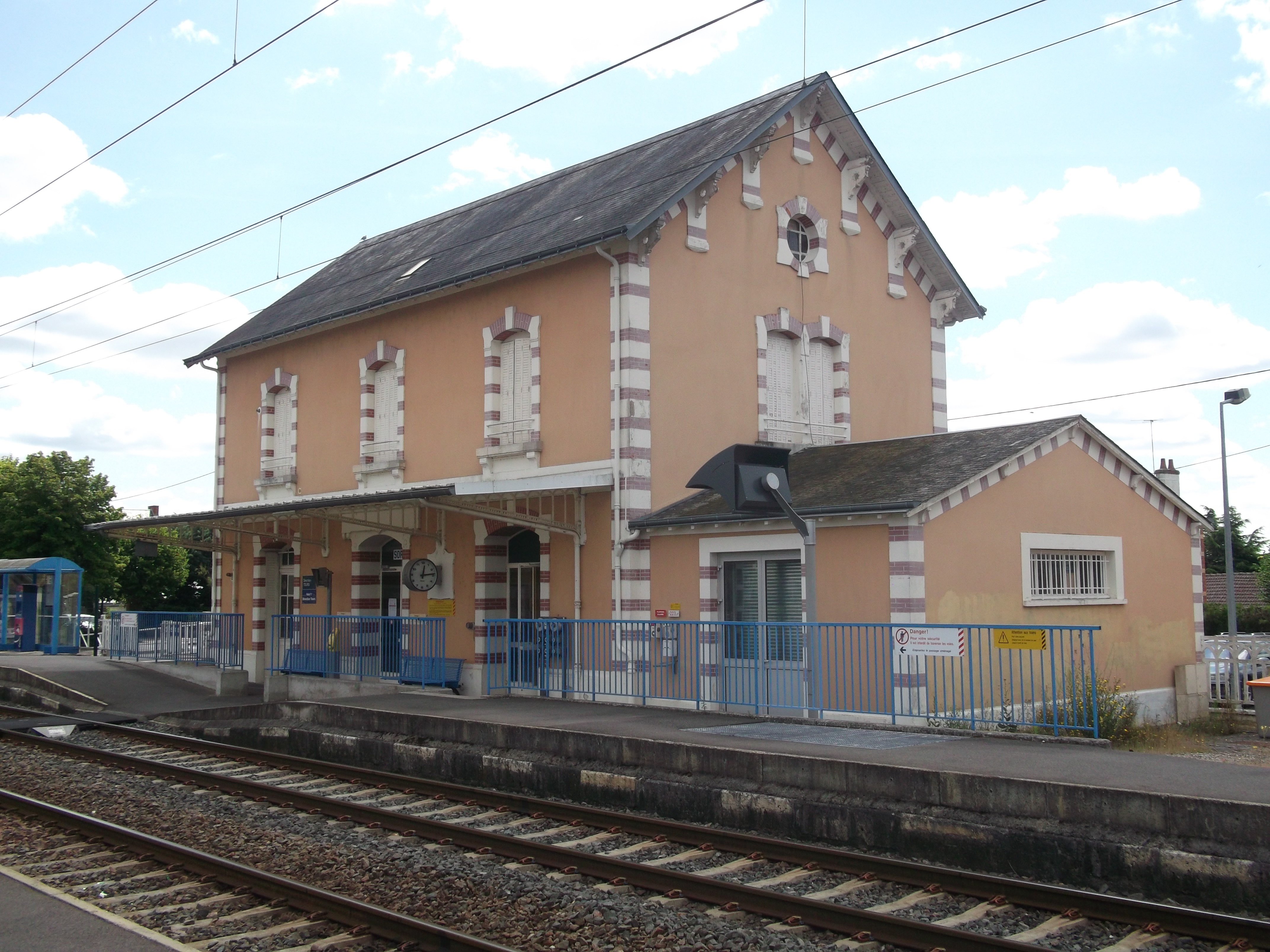
Vue des quais de la gare

Un parc à vélo et un parking pour les véhicules sont aménagés.